# Оскіл
Оскі́л — річка в Росії та Україні, ліва притока Сіверського Донця (басейн Азовського моря).

## Загальні відомості
Довжина річки становить 478 км, в межах Харківської області — 178 км. Площа водозбірного басейну — 14800 км², в межах Харківської області — 5511 км².
Джерело річки розташоване 51°36′ пн. ш. 37°13′ сх. д. / 51.600° пн. ш. 37.217° сх. д. в Тимському районі Курської області, в межах Середньоросійської височини. Тече переважно з півночі на південь, землями
- Мантуровського й Горшеченського районів Курської області,
- Старооскольського, Чернянського, Новооскольського, Волоконівського й Валуйського районів Білгородської області,
- Куп'янського та Ізюмського районів Харківської області. Впадає до Сіверського Донця за 580 км від його гирла, на південний схід від міста Ізюма.

Гирло річки розташовано на 59 м над рівнем моря на південний схід від міста Ізюму в Харківській області.

## Характеристика сточища

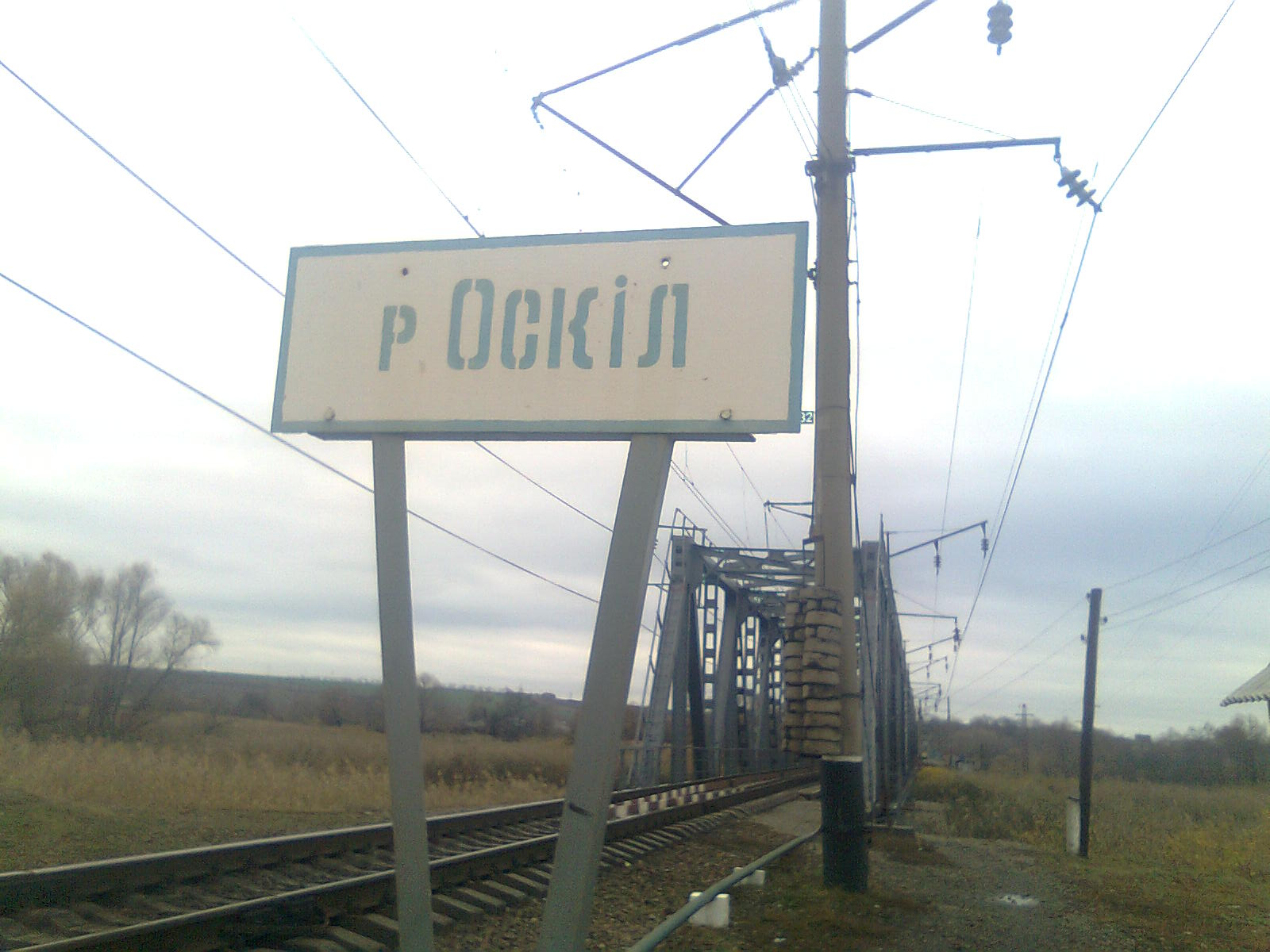
Залізничний міст перед р. Оскіл. Смт Куп'янськ-Вузловий, Харківська область

Поверхня басейну Оскола поступово знижується з півночі на південь приблизно від 270 до 170 м. Вона сильно порізана долинами приток, балками і ярами. Глибина ерозії у верхній частині досягає 100—200 м, а в нижній зменшується до 50—100 м. Густота яружно-балочної мережі становить 0,75—1,0 км/км². Тут переважають чорноземи звичайні, середньогумусні, менш розповсюджені чорноземи опідзолені, солонцюваті, піщані, заплавно-лугові та інші ґрунти. Рослинні ландшафти степові. В минулому тут існували ковильно-різнотравні степи, які потім були розорені. Невеликі ділянки покривають широколисті і соснові ліси та заплавні луки. Протікає в чорноземному поясі, серед оброблених полів. Листяні ліси збереглися лише окремими острівцями.
Долина річки Оскіл розроблена відносно добре. Вона порівняно пряма, схили асиметричні — правий крутіший, перерізаний ярами, лівий — пологий, терасований. Глибина долини досягає 125 м, ширина 4—9 км. Заплава двостороння, ширина її становить 1—3 км, біля села Оскіл (Ізюмський район) ширина заплави звужується до 250 м, а біля села Піски-Радьківські (Ізюмський район) розширюється до 3,5 км. Заплавні землі зайняті луками, торф'яниками, старицями, на окремих ділянках — заплавні ліси.

## Гідрологічна характеристика русла
Русло річки досить звивисте та нерідко розділяється на ряд рукавів. У зв'язку з помірною течією воно сильно заросло водолюбною рослинністю, а прируслова частина заплави — очеретом та лозою. Ширина русла коливається від 10 до 40 м, іноді сягаючи 300 м. Дно нерівне з коливанням глибин від 0,4 м на перекатах до 10 м на плесах.
Дно дуже нерівне — глибокі плеса змінюються перекатами. Глибина плесів досягає 2,5—3 м, на перекатах зменшується до 0,4 м. В деяких місцях Оскіл влітку пересихає. Оскільки середній ухил водної поверхні річки незначний (0,29 ‰), то переважаюча швидкість течії невелика і становить близько 0,2 м/с, іноді на перекатах до 1,2 м/с. Витрата води за 10 км від гирла становить 43,1 м³/с.
Похил річки 0,29 м/км.. Живлення переважно снігове. Повінь з кінця березня до початку травня. Замерзає в листопаді — на початку грудня, скресає в березні — на початку квітня. Середня товщина криги 0,45 м.

## Режим річки
Основним джерелом живлення Осколу є атмосферні (особливо снігові) опади. Важливу роль відіграє і підземне живлення, здебільшого за рахунок вод крейдяної товщі. В період весняного сніготанення в кінці лютого — початку березня потоки води направляються до основного русла, внаслідок чого рівень води в ньому протягом 15—20 діб підвищується. Пік весняної повені звичайно досягає висоти 0,2—2,5 м над середньомеженним рівнем. Потім рівень знижується, звільняється від води заплава річки та встановлюється літньо-осіння межень, яку інколи порушують зливові паводки. Найзначніше обміління річки відбувається в липні-вересні, потім осінні дощі трохи підвищують рівень, після чого він знову знижується взимку (в грудні-січні). Середньорічна витрата води біля м. Куп'янська становить 38,2 м³/с, модуль стоку 3,01 л/с з 1 км², найбільша витрата 1900 м³/с. Середня річна витрата біля с. Червоний Оскіл 40,1 м³/с, максимальна 2400 м³/с. По сезонам річний стік розподіляється приблизно так: весна — 60 %, літо-осінь — 30 %, зима — 10 %. Твердий стік найзначніший у період весняних повеней, коли струмки приносять багато змивного ґрунту. Річка замерзає в грудні. Льодостав триває 2,5—3 місяця. Інколи його порушують зимові відлиги. Товщина криги звичайно дорівнює 0,4—0,5 м, а в суворіші зими — до 0,7—0,8 м. Скресання річки найчастіше відбувається в березні, рідше — в січні та квітні. 

## Якість води
Стан якості води у створі річці на кордоні з Росією відповідає вимогам санітарних норм, вміст основних забруднювальних речовин у межах норми, кисневий режим задовільний, клас якості води — 3 «помірно-забруднена». Якість води нижче м. Куп'янська не відповідає вимогам СанПіН з БСК5 та ХСК, що пов'язане з впливом господарчо-побутових та промислових вод Куп'янської промислової зони. Завдяки тому, що інші показники в межах норми, клас якості річки зберігається на рівні 3 «помірно-забруднена».

## Водокористання
Воду річки Оскіл використовуються для виробничих потреб промислових підприємств, таких як Куп'янський цукровий завод та Куп'янський ливарний завод, а також для зрошення та сільгоспводопостачання.
Річка Оскіл, разом з побудованим у 1957—1959 роках Оскільським водосховищем, входить до складу водної системи каналу Сіверський Донець — Донбас. У літній час спуск води з Оскільського водосховища синхронізується з водозабором каналу. В греблі водосховища працює Оскільська ГЕС.
В заплавах річок Верхня Дворічна і Нижня Дворічна (Куп'янський район) на загальній площі 2,0 тис. га проведені меліоративні заходи — побудовані осушувальні системи для регулювання водно-повітряного режиму. При проведенні меліоративних робіт русла річок були вирівняні, заглиблені і розширені.

## Притоки
У межах Харківської області річка Оскіл приймає багато приток. Більшими з них є: Верхня Дворічна (31 км), Нижня Дворічна (45 км), Гнилиця (10 км), Куп'янка (17 км), Осинівка (Сенек) (20 км), Піщана (16 км), Синиха (19 км), Лозова (12 км), Борова (18 км), Бахтин (21 км).
Долини цих річок у верхній і середній течії набувають асиметрію схилів. Заплави двосторонні, завширшки 150—600 м, інколи до 1 км.

## Об'єкти на річці Оскіл
| Держава | Область      | Відст. від гирла, км | Відст. від витоку, км | Назва                             | Тип                  | Примітки                                    |
| ------- | ------------ | -------------------- | --------------------- | --------------------------------- | -------------------- | ------------------------------------------- |
| Росія   | Курська      | 436                  | 0                     |                                   | витік                | Тимський район                              |
| Росія   | Бєлгородська | 390                  | 46                    | Старий Оскіл                      | місто                | ← середньорічна витрата 6,94 м³/с           |
| Росія   | Бєлгородська | 335                  | 101                   | Чернянка                          | селище міськ. типу   |                                             |
| Росія   | Бєлгородська | 310                  | 126                   | Новий Оскіл                       | місто                | ← середньорічна витрата 24,5 м³/с           |
| Росія   | Бєлгородська |                      |                       | Волоконовка                       | селище міського типу |                                             |
| Росія   | Бєлгородська |                      |                       | Валуй                             | ліва притока         |                                             |
| Росія   | Бєлгородська | 177                  | 259                   | Уразова                           | ліва притока         | довжина 45 км, сточище 855 км²              |
| Росія   | Бєлгородська | 177                  | 259                   | Уразове                           | селище міського типу |                                             |
| Україна | Харківська   | 154                  | 282                   | Яр Кам'яний                       | ліва притока         | довжина 17 км, сточище 80 км²               |
| Україна | Харківська   | 140                  | 296                   | річка Колодна                     | ліва притока         | довжина 15 км, сточище 76 км²               |
| Україна | Харківська   | 136                  | 300                   | річка Тавільжанка                 | ліва притока         | довжина 17 км, сточище 62 км²               |
| Україна | Харківська   | 134                  | 302                   | Верхня Дворічна                   | права притока        | довжина 32 км, сточище 380 км²              |
| Україна | Харківська   | 134                  | 302                   | Дворічна                          | селище міського типу | ← середньорічна витрата 24,5 м³/с           |
| Україна | Харківська   | 133                  | 303                   | Нижня Дворічна                    | права притока        | довжина 33 км, сточище 373 км²              |
| Україна | Харківська   | 117                  | 319                   | Гнилиця                           | ліва притока         | довжина 10 км, сточище 148 км²              |
| Україна | Харківська   | 110                  | 326                   | Куп'янськ                         | місто                | ← середньорічна витрата 38,4 м³/с           |
| Україна | Харківська   | 108                  | 328                   | Куп'янка                          | права притока        | довжина 17 км, сточище 110 км²              |
| Україна | Харківська   | 100                  | 336                   | Куп'янськ-Вузловий                | селище міського типу |                                             |
| Україна | Харківська   | 98                   | 338                   | Осинова (Сенек)                   | права притока        | довжина 20 км, сточище 191 км²              |
| Україна | Харківська   | 95                   | 341                   | початок Оскільського водосховища, |                      |                                             |
| Україна | Харківська   | 84                   | 352                   | Піщана                            | ліва притока         | довжина 16 км, сточище 144 км²              |
| Україна | Харківська   | 76                   | 360                   | Синиха                            | права притока        | довжина 20 км, сточище 251 км²              |
| Україна | Харківська   | 74                   | 362                   | Лозова                            | ліва притока         | довжина 12 км, сточище 61 км²               |
| Україна | Харківська   | 62                   | 374                   | річка Балка Лиманська             | ліва притока         | довжина 17 км, сточище 107 км²              |
| Україна | Харківська   | 54                   | 382                   | Борова                            | ліва притока         | довжина 18 км, сточище 99 км²               |
| Україна | Харківська   | 54                   | 382                   | Борова                            | селище міського типу |                                             |
| Україна | Харківська   | 50                   | 386                   | Горохуватка                       | права притока        | довжина 17 км, сточище 83 км²               |
| Україна | Харківська   | 40                   | 396                   | Солона                            | ліва притока         | довжина 13 км, сточище 134 км²              |
| Україна | Харківська   | 11                   | 425                   | кінець Оскільського водосховища,  |                      |                                             |
| Україна | Харківська   | 10                   | 426                   | Оскіл                             | село                 | ← середньорічна витрата 43,1 м³/с           |
| Україна | Харківська   | 9                    | 427                   | Бахтин                            | права притока        | довжина 21 км, сточище 110 км²              |
| Україна | Харківська   | 0                    | 436                   |                                   | гирло                | за 580 км від гирла річки Сіверський Донець |

 ¹ Дані по малим річкам вказані за —, середньорічні витрати в різних точках за —. 

## В культурі
Остап Вишня описує річку Оскіл у своєму оповіданні «Сом».

## Рекреаційний потенціал
Басейн ріки Оскіл використовується для пляжно-купального відпочинку, туристичних сплавів на човнах і плотах, спортивних сплавів на байдарках та риболовлі. Навколо Оскільського водосховища була розвинута рекреаційна зона.
В Харківській області в долині річки Оскіл розташовано Національний природний парк Дворічанський. 